# Hannie Schaft
Jannetje Johanna "Hannie" Schaft, född 16 september 1920 i Haarlem, död 17 april 1945 i Bloemendaal, var en kommunistisk motståndskämpe mot den tyska ockupationsmakten under andra världskriget. Hon hjälpte personer som eftersöktes av nazisterna, bland annat med falska identitetshandlingar.
Schaft greps den 17 april 1945 när hon delade ut den förbjudna kommunisttidningen De Waarheid och avrättades samma dag.
Hannie Schafts smeknamn var "flickan med det röda håret" (nederländska: het meisje met het rode haar, tyska: das Mädchen mit dem roten Haar). År 1981 producerades en film om hennes liv och död med denna titel, där rollen som Hannie Schaft spelas av Renée Soutendijk(en).